# Erstes Seegefecht im Golf von Syrte
Das Erste Seegefecht im Golf von Syrte (italienisch Prima battaglia della Sirte, englisch First Battle of Sirte) war eine Seeschlacht im Zweiten Weltkrieg, die zwischen der italienischen Marine und der britischen Marine ausgefochten wurde. Das Gefecht fand am 17. Dezember 1941 im Mittelmeer, nördlich des Golfes von Syrte, statt und endete unentschieden, da keine von beiden Parteien eine Entscheidung suchte.

## Hintergrund
Nach der Niederlage in der Operation Crusader zogen sich die Achsenmächte am 13. Dezember 1941 auf eine Verteidigungslinie bei Gazala, östlich von Bengasi zurück (siehe Kriegsschauplatz in Nordafrika). Um einen Gegenangriff vorzubereiten, waren die italienischen und deutschen Truppenverbände in Nordafrika dringend auf Nachschub angewiesen. Gleichzeitig war Malta seit Juni 1940 einer Seeblockade sowie ständigen deutschen und italienischen Luftangriffen ausgesetzt. Malta stellte für Großbritannien eine besonders wichtige Operationsbasis für Angriffe gegen die Achsenmächte im Mittelmeer dar. Um die Versorgung aufrechtzuerhalten, wurde Malta ab Juli 1940 im Rahmen verschiedener Operationen durch Schiffskonvois versorgt.

## Auftakt
Am 15. Dezember 1941 lief das Frachtschiff Breconshire (9.776 BRT) mit 9.000 Tonnen Ladung von Alexandria nach Malta aus (Operation MF1). Die Breconshire wurde dabei von der Force B unter Konteradmiral Philip Vian, bestehend aus den drei Leichten Kreuzern Naiad, Euryalus, Carlisle und acht Zerstörern, begleitet. Zudem ging am 16. Dezember von Malta aus die Force K (Captain William Agnew) mit den beiden Leichten Kreuzern Aurora und Penelope sowie sechs Zerstörern in See, um der Breconshire entgegenzulaufen beziehungsweise um diese aufzunehmen.
Ebenfalls am 16. Dezember verließ der italienische Konvoi M42, bestehend aus den vier Transportschiffen Monginevro, Napoli, Vettor Pisani und Ankara, Tarent mit dem Zielhafen Tripoli. Der sehr starke Geleitschutz unter dem Kommando von Admiral Angelo Iachino bestand aus den Schlachtschiffen Littorio, Andrea Doria, Giulio Cesare und Caio Duilio, den Schweren Kreuzern Gorizia und Trento, den drei Leichten Kreuzern Emanuele Filiberto Duca d’Aosta, Muzio Attendolo und Raimondo Montecuccoli sowie 19 Zerstörern und einem Torpedoboot.

## Das Gefecht
Gegen 09:00 Uhr am 17. Dezember sichtete ein italienischer Aufklärer eine britische Schiffsformation in der Nähe von Sidi Barrani. Die Briten wurden daraufhin weiter beschattet und im Laufe der Nachmittagsstunden von deutschen und italienischen Torpedobombern attackiert, allerdings ohne dass es dabei zu Verlusten oder Schäden kam. Mit einsetzender Dunkelheit sichteten die italienischen Schlachtschiffe um 17:30 Uhr feindliches Flakfeuer in östlicher Richtung. Die Italiener steuerten darauf zu und gegen 17:40 Uhr sichteten sich beide Flotten. Kurz darauf eröffneten die Italiener aus einer Entfernung von 17 Seemeilen (32 Kilometer) das Feuer auf die Briten. Admiral Vian gab der Breconshire, nur mehr begleitet von den Zerstörern Decoy und Havock, den Befehl abzudrehen, während er mit dem Rest seiner Schiffe auf die Italiener zusteuerte beziehungsweise seinen Kreuzerverband zwecks der Deckung des wichtigen Versorgungsschiffes zwischen die zahlenmäßig überlegenen Italiener und den eigenen Transporter schob.
Das auf große Distanz geführte Artilleriegefecht in der hereinbrechenden Dunkelheit dauerte nur etwa 15 Minuten, danach brachen die Italiener das Gefecht ab und begnügten sich mit der Sicherung ihres Geleitzuges. Die Verluste waren insgesamt betrachtet gering. Nahtreffer durch die 20,3-cm-Geschütze des Kreuzers Goriza führten zu einigen Splitterschäden an Bord des britischen Zerstörers Kipling, wobei es an Bord des britischen Schiffes einen Gefallenen gab. Ein weiteres Schiff, der australische Zerstörer Nizam, wurde nach italienischen Angaben durch Nahtreffer des italienischen Zerstörers Maestrale beschädigt. Auf italienischer Seite entstanden keine Verluste, zumal das Gefecht die meiste Zeit außerhalb der Reichweite der britischen Geschütze geführt wurde. Gegen 18:05 Uhr waren die britischen Schiffe in der Dunkelheit verschwunden und für die Italiener nicht mehr zu sehen. Da die italienischen Schiffe über kein Radar verfügten, entschied sich Admiral Iachino – dem die Folgen dieser radartechnischen Unterlegenheit hinsichtlich der Niederlage der Italiener in der Schlacht bei Kap Matapan noch in Erinnerung waren – gegen eine Verfolgung.

## Nachwirkungen
Das Gefecht endete ohne Entscheidung. Beide Seiten hatten ihr eigentliches Ziel, den Schutz ihrer jeweiligen Versorgungsschiffe, erreicht. Die Breconshire erreichte ohne weitere Zwischenfälle am 18. Dezember 1941 Malta und der italienische Konvoi einen Tag später Tripoli.